# Big Horn County (Wyoming)
Big Horn County je okres na severu státu Wyoming v USA. K roku 2010 zde žilo 11 668 obyvatel. Správním městem okresu je Basin. Celková rozloha okresu činí 8 182 km². Na severu sousedí se státem Montana. Zajímavostí je, že okres, který leží severně od tohoto se jmenuje také Big Horn County.

## Sousední okresy
| Růžice kompasu |                 | Carbon County Big Horn County |                                | Růžice kompasu |
| Růžice kompasu | Park County     | Sever                         | Johnson County Sheridan County | Růžice kompasu |
| Růžice kompasu | Park County     | Big Horn County (Wyoming)     | Johnson County Sheridan County | Růžice kompasu |
| Růžice kompasu | Park County     | Jih                           | Johnson County Sheridan County | Růžice kompasu |
| Růžice kompasu | Washakie County |                               |                                | Růžice kompasu |